# Micharmut
Juan Enrique Bosch Quevedo (El Cabañal, Valencia, 1953 - 27 de noviembre de 2016), conocido como Micharmut, fue un historietista e ilustrador español.

## Biografía
Publicó en revistas como Bésame Mucho (1980), Madriz (1984), Complot! (1985), Imajen de Sevilla (1986) o TBO (1986). 
Con la crisis del medio, participa aún en revistas como Medios Revueltos (1988), pero su labor se va volviendo más esporádica, siendo valorada entonces como «un resto de inteligencia; lo que nos queda —con algunas otras, claro es, y de otros— de una estética personal, autóctona, propia entre tanta importación e impostación».
Edicions De Ponent ha publicado algunas de sus últimas obras: Veinticuatro Horas (1995), La Noche de la Rata (2001) y Pip (2004). También formó parte de la plantilla de la revista Viñetas (1994). 
En 2005 vio publicada una adaptación del capítulo 68 de la segunda parte de El Quijote en la obra colectiva Lanza en astillero.

## Valoración
El guionista de historietas Felipe Hernández Cava considera a «Guillem Cifré y [...] Micharmut dos de los mayores genios de la historieta».
Jesús Cuadrado, por su parte, ha hablado de «la precisión restallante para el montaje de un suicida como Micharmut».